# باول بلوخ
باول بلوخ (بالإنجليزية: Paul Bloch)‏ هو مدير الدعاية أمريكي، ولد في 1940 في بروكلين في الولايات المتحدة، وتوفي في 25 مايو 2018.